# Procallimus
Procallimus is een kevergeslacht uit de familie van de boktorren (Cerambycidae). De wetenschappelijke naam van het geslacht werd voor het eerst geldig gepubliceerd in 1907 door Pic.

## Soorten
Procallimus omvat de volgende soorten:
- Procallimus distinctipes (Pic, 1906)
- Procallimus egregius (Mulsant & Rey, 1863)
- Procallimus khorasanii Holzschuh, 2006
- Procallimus rapillyi Villiers, 1973
- Procallimus semicyaneus (Pic, 1905)